# Emblema de Hong Kong
El emblema regional de la Región Administrativa Especial de Hong Kong de la República Popular China entró en uso el 1 de julio de 1997, tras la cesión de Hong Kong del Reino Unido a la República Popular China.
Presenta los mismos elementos de diseño que la bandera de Hong Kong regional en un marco circular. El anillo blanco exterior muestra la leyenda del nombre oficial del territorio en chino tradicional y la forma abreviada en inglés, "Hong Kong".